# Radicipes challengeri
Radicipes challengeri is een zachte koraalsoort uit de familie Chrysogorgiidae. De koraalsoort komt uit het geslacht Radicipes. Radicipes challengeri werd in 1885 voor het eerst wetenschappelijk beschreven door Wright.